# İrfan Değirmenci
İrfan Değirmenci (3 de noviembre de 1977, Ankara, Turquía) es un periodista, político y presentadora de noticias turco, conocido por sus opiniones socialdemócratas y de izquierdas. İrfan Değirmenci completó su educación primaria y secundaria en TED College en Ankara; completó su educación universitaria en la Universidad de Ankara, Departamento de Periodismo. İrfan Değirmenci comenzó su carrera profesional a la edad de diecinueve años en 1996 como reportero de una estación de radio local en Ankara. İrfan Değirmenci trabajó como reportero en ATV entre 1998 y 2001.
En 2001, İrfan Değirmenci fue nombrado reportero de la televisión STAR con su colega y amigo Fatih Portakal, que es diez años mayor que él, y continuó con su deber allí hasta 2004. İrfan Değirmenci fue designado para Kanal D en 2004 y trabajó allí como reportero con Fatih Portakal. En 2007, İrfan Değirmenci fue designado para la recién inaugurada estación de televisión FOX para presentar las noticias de la mañana y continuó con su deber allí hasta 2010. Cuando se trata de 2010, İrfan Değirmenci regresó a Kanal D por propuesta de Mehmet Ali Birand y, a partir de mayo de 2010, comenzó a transmitir las noticias matutinas de ese canal y continuó con su deber allí hasta 2017. Acto seguido, con la aprobación de Doğan Şentürk, el jefe de noticias de FOX Television, el programa de noticias matutino de İrfan Değirmenci en FOX Television fue transferido a su amigo Fatih Portakal a partir del 7 de junio de 2010.
El 10 de febrero de 2017, İrfan Değirmenci fue despedido de Kanal D por motivos políticos y estuvo desempleado por un tiempo. İrfan Değirmenci, quien fue elegido como candidato parlamentario del Partido Republicano del Pueblo en 2018, trabajó como columnista en el periódico Bir Gün durante un tiempo. İrfan Değirmenci presenta las noticias nocturnas y principales de Halk TV desde el 1 de abril de 2019.

## Programas de televisión presentados
- İrfan Değirmenci ile Çalar Saat(FOX TV-en 2007-2010),
- İrfan Değirmenci ile Kanal D Haber Günaydın(Kanal D- en 2010-2017),
- İrfan Değirmenci  ile Halk Ana Haber(Halk TV-desde 2019),